# Retro Studios
Retro Studios is een ontwikkelaar van computerspellen. Het bedrijf bevindt zich in Austin in de staat Texas. Het werd in 1998 opgericht door Jeff Spangenberg om spellen voor Nintendo te maken. In 2002 nam Nintendo het bedrijf over. In 2016 had het bedrijf meer dan 70 werknemers.

## Geschiedenis
Retro Studios had het in het begin moeilijk. Verschillende projecten werden afgelast en personeelsleden ontslagen. Nintendo stelde voor om de Metroid-serie nieuw leven in te blazen, en dat zorgde voor een keerpunt voor het bedrijf. Hun eerste grote project was Metroid Prime. Het spel voor de GameCube werd goed ontvangen door zowel de pers als het publiek.
In mei 2002 verkocht Jeff Spangenberg zijn aandelen van het bedrijf aan Nintendo en verliet het bedrijf kort daarna. In 2003 werd Michael Kelbaugh de nieuwe bestuursvoorzitter. In 2004 bracht Retro Studios het spel Metroid Prime 2: Echoes uit. Echoes werd een even groot succes als de vorige. Metroid Prime 3: Corruption kwam op 26 oktober 2007 uit voor de Nintendo Wii. In 2009 werden de drie hoofddelen van Metroid Prime gebundeld tot één Wii uitgave; Metroid Prime Trilogy. In deze versie waren Metroid Prime en Metroid Prime 2: Echoes voorzien van dezelfde besturing als Metroid Prime 3: Corruption.
In 2010 bracht Retro Studios Donkey Kong Country Returns uit, welke in 2013 eveneens op de Nintendo 3DS werd uitgebracht. In februari 2014 volgde een direct vervolg met Donkey Kong Country: Tropical Freeze.
In het jaar 2011 bracht Nintendo het spel Mario Kart 7 voor de Nintendo 3DS uit. Dit spel is vanwege personeelstekort aangevuld door Retro Studios met 'retro levels' uit de oude Mario Kart-spellen.

## Lijst van ontwikkelde spellen

### Nintendo Gamecube
- Metroid Prime (2002)
- Metroid Prime 2: Echoes (2004)

#### Geannuleerde Nintendo Gamecube-spellen
- Action Adventure
- Car Combat (Thunder Rally)
- NFL Retro Football
- Raven Blade

### Nintendo 3DS
- Mario Kart 7 (2011)
- Donkey Kong Country Returns 3D (2013)

### Nintendo Wii
- Metroid Prime 3: Corruption (2007)
- Metroid Prime: Trilogy (2009)
- Donkey Kong Country Returns (2010)

### Nintendo Wii U
- Donkey Kong Country: Tropical Freeze (2014)

### Nintendo Switch
- Donkey Kong Country: Tropical Freeze (2018)
- Metroid Prime Remastered (2023)
- Donkey Kong Country Returns HD (2025)
- Metroid Prime 4: Beyond (2025)

## Prijzen en onderscheidingen
Metroid Prime werd een grote hit. Het tijdschrift Electronic Gaming Monthly gaf het spel een uitmuntende score en gaf het meerdere keren een Game of the Year prijs.
Echoes won een prijs in vrijwel elke categorie waarin het werd genomineerd tijdens de Nintendo Power Awards in 2004. Tijdens IGN's Beste prijzen van 2007 ontving het spel Corruption prijzen voor Beste avonturenspel.
In 2010 gaf IGN het spel Donkey Kong Country Returns prijzen voor Beste retro ontwerp en Meest uitdagende spel. Game Informer koos het spel uit als Beste platformer en Beste exclusieve Wii-spel van 2010.